# Сушково (Логойський район)
Сушково — (біл. вёска Сушкоўа), село (веска) в складі Логойського району розташоване в Мінській області Білорусі, підпорядковане Крайській сільській раді.
Село Сушково розташоване в центральних районах Білорусі, в північній частині Мінської області - орієнтовне розташування [Архівовано 17 травня 2020 у Wayback Machine.].